# Соспироло
Соспиро̀ло (на италиански: Sospirolo; на венециански: Sospiroi, Соспирой) е малко градче и община в Северна Италия, провинция Белуно, регион Венето. Разположено е на 447 m надморска височина. Населението на общината е 3150 души (към 2014 г.).